# Port-Vendres
Port-Vendres (em catalão:  Portvendres) é uma comuna francesa na região administrativa da Occitânia, no departamento dos Pirenéus Orientais. Estende-se por uma área de 14.77 km², e possui 4.073 habitantes, segundo o censo de 2018, com uma densidade de 280 hab/km².